# Parafreutreta fluvialis
Parafreutreta fluvialis är en tvåvingeart som beskrevs av Munro 1940. Parafreutreta fluvialis ingår i släktet Parafreutreta och familjen borrflugor. Inga underarter finns listade i Catalogue of Life.